# Herman Flodkvist
Gustav Herman Flodkvist, född 12 juli 1875 i Almunge församling, Stockholms län, död 7 juli 1968 i Uppsala, var en svensk agronom. 
Flodkvist, som var son till lantbrukare Gustaf Floderus och Eva Charlotta Carlsson, avlade agronomexamen på Ultuna lantbruksinstitut 1901. Han var lantbrukstjänsteman och lantbrukslärare 1901–1912, jordbrukskonsulent i Örebro län 1912 och var förste jordbrukskonsulent 1913–1932. Han blev filosofie doktor vid Königsbergs universitet 1931 och var professor i agronomisk hydroteknik vid Lantbrukshögskolan 1932–1943. Han var högskolans prorektor 1934–1940, dess rektor 1940–1943 och uppehöll professuren 1943–1946.
Flodkvist blev ledamot av Lantbruksakademien 1938, av Vetenskapssocieteten i Uppsala 1943 och agronomie hedersdoktor i Uppsala 1953. Han författade skrifter rörande hydrologi, jords avvattning och bevattning, grundförbättring och lantbruksundervisning. Han var redaktör för tidskriften Grundförbättring från 1947.
En gata på SLU området (Sveriges lantbruks universitet) i Uppsala är döpt efter Flodkvist.  